# Pierre Séguier
Pierre Séguier, francoski politik, * 28. maj 1588, Pariz, Francija, † 28. januar 1672.
Bil je varuh kraljevega pečata pod kardinalom Richeliuejem, kardinalom Mazarinom in Ludvikom XIV.